# Tygrysy murawy
Tygrysy murawy (ang. Kicking & Screaming) – amerykańska komedia z 2005 roku w reżyserii Jessego Dylana.

## Fabuła
W dzieciństwie Phil Weston (Will Ferrell) chciał zostać futbolistą, ale jego ojciec Buck, uznany trener, nie wierzył w jego możliwości. Teraz Phil trenuje szkolną drużynę swojego syna, dziesięcioletniego Sama. Świetnie się sprawdza w tej roli. Sam i jego koledzy dostają się do finałów. Czeka ich mecz z grupą Bucka.

## Obsada
- Will Ferrell jako Phil Weston
- Robert Duvall jako Buck Weston
- Mike Ditka jako on sam
- Kate Walsh jako Barbara Weston
- Musetta Vander jako Janice Weston
- Dylan McLaughlin jako Sam Weston
- Josh Hutcherson jako Bucky Weston
- Francesco Liotti jako Gian Piero
- Alessandro Ruggiero jako Massimo
- Elliott Cho jako Byong Sun Hogan-Jones
- David Herman jako Referee
- Rachael Harris jako Ann Hogan
- Dallas McKinney jako Connor (Goalie)
- Phill Lewis jako John Ryan

i inni